# Costantino di Gaeta
Costantino di Gaeta (fl. IX secolo) è stato un politico bizantino primo ipato bizantino di Gaeta conosciuto, "de facto" autonomo rispetto all'autorità imperiale d'oriente.
Apparteneva alla famiglia degli Anatolii e suo padre era il Conte Anatolio.
Da un documento dell'839 e da uno simile del'866, risulta che Costantino aveva associato alla sua carica il figlio Marino I, anch'egli con il titolo di ipato.
Dall'866 Costantino e Marino scompaiono dai documenti in maniera improvvisa, tanto da far supporre siano stati violentemente deposti dal loro successore Docibile I.